# Funimation Channel
Funimation Channel (ранее известный как FunimationNow) — американский OTT-сервис потоковой передачи видео по запросу по подписке и бывший телевизионный канал по подписке, который специализируется на онлайн-трансляции и одновременном вещании японских аниме-сериалов. Первоначально он был запущен в 2005 году как телеканал, принадлежащий Olympusat. В 2015 году оригинальный кабельный канал был заменен на Toku. Канал был перезапущен 7 января 2016 года как цифровой потоковый сервис, принадлежащий Funimation, дочерней компании Sony.

## История
Канал FUNimation начинался как блок, транслировавшийся на Colors TV, одной из дочерних сетей Olympusat. За это время FUNimation показывал : Dragon Ball, Negima!, Kodocha, Slayers, Blue Gender, Kiddy Grade, Fruit Basket, Case Closed и Yu Yu Hakusho. Блок был приостановлен после того, как он выступил за более успешную экспансию на цифровые кабельные, волоконно-оптические системы и системы DBS.
1 мая 2008 г. канал FUNimation стал круглосуточной цифровой кабельной сетью аниме с английским дублированием; второй в своём роде в Северной Америке (за ним следует аниме-сеть A.D. Vision).
Компания Olympusat была выбрана эксклюзивным дистрибьютором FUNimation Channel. Услуга была доступна в некоторых городах через цифровые сигналы УВЧ и носила временный характер, поскольку канал пытался занять свою нишу в и без того насыщенном цифровом кабельном ландшафте.
В мае 2009 года FUNimation Channel продолжил расширение, запустив кабельное телевидение на платформе Comcast VOD, предложив две бесплатные услуги: On Demand и On Demand PPV.
У канала были планы запустить испанское издание, но они не увенчались успехом.
До 27 сентября 2010 года сигнал высокой четкости запускался вместе с существующими услугами VOD.
16 февраля 2012 года Verizon объявила, что исключит FUNimation Channel и Bridges TV из своей службы Verizon FiOS «15 марта или позже» из-за «очень низкой аудитории». В ответ на негативную реакцию клиентов Verizon FiOS TV компания FiOS TV вернула канал FUNimation через видео по запросу.
8 декабря 2015 года стало известно, что канал Funimation будет заменен каналом Toku в четверг 31 декабря 2015 года. Новый канал стал более разнообразным, включая высокорейтинговые азиатские фильмы в жанрах Live Action, Grindhouse и независимых фильмов. Программы поставляются из Японии, Китая, Таиланда и Южной Кореи.
Позже, 15 декабря 2015 г., было объявлено, что Funimation прекратит сотрудничество с Olympusat и перезапустит Funimation Channel в качестве службы цифровой потоковой передачи в январе 2016.
Канал Funimation подписался 31 декабря 2015 года в 18:00 по восточному поясному времени после эпизода Fairy Tail. После этого на короткое время в эфир вышел бампер, который был прерван программным потоком Toku, в котором транслировался Rio: Rainbow Gate! В момент перехода.